# McCullough–Price House
La McCullough–Price House est une maison américaine à Chandler, dans le comté de Maricopa, en Arizona. Construite en 1938 dans le style Pueblo Revival, elle est inscrite au Registre national des lieux historiques depuis le 20 mai 2009.